# Damernas 1 500 meter i hastighetsåkning på skridskor vid olympiska vinterspelen 1972
Damernas 1 500 meter i skridskor vid olympiska vinterspelen 1972 avgjordes den 9 februari 1972 på Makomanai Open Stadium. Loppet vanns av Dianne Holum från USA.
31 deltagare från 12 nationer deltog i tävlingen.

## Rekord
Gällande världsrekord och olympiska rekord före Vinter-OS 1972:
| Världsrekord     | Stien Kaiser (NED)   | 2:16,8 | Davos, Schweiz      | 15 januari 1971  |
| Olympiskt rekord | Kaija Mustonen (FIN) | 2:22,4 | Grenoble, Frankrike | 10 februari 1968 |

Följande nya världsrekord och olympiska rekord blev satta under tävlingen.
| Datum      | Idrottare            | Nation        | Tid     | OR | VR |
| ---------- | -------------------- | ------------- | ------- | -- | -- |
| 9 februari | Atje Keulen-Deelstra | Nederländerna | 2:22,05 | OR |    |
| 9 februari | Dianne Holum         | USA           | 2:20,85 | OR |    |

## Medaljörer
| Gren        | Guld             | Guld         | Silver                          | Silver  | Brons                              | Brons   |
| 1 500 meter | Dianne Holum USA | 2:20,85 (OR) | Stien Baas-Kaiser Nederländerna | 2:21,05 | Atje Keulen-Deelstra Nederländerna | 2:22,05 |

## Resultat
| Placering | Idrottare                | Nation        | Tid     | Noteringar |
| --------- | ------------------------ | ------------- | ------- | ---------- |
| 1         | Dianne Holum             | USA           | 2:20,85 | (OR)       |
| 2         | Stien Kaiser             | Nederländerna | 2:21,05 |            |
| 3         | Atje Keulen-Deelstra     | Nederländerna | 2:22,05 |            |
| 4         | Ellie van den Brom       | Nederländerna | 2:22,27 |            |
| 5         | Rosemarie Taupadel       | Östtyskland   | 2:22,35 |            |
| 6         | Nina Statkevitj          | Sovjetunionen | 2:23,19 |            |
| 7         | Connie Carpenter-Phinney | USA           | 2:23,93 |            |
| 8         | Sigrid Sundby            | Norge         | 2:24,07 |            |
| 9         | Kapitolina Seregina      | Sovjetunionen | 2:24,29 |            |
| 10        | Monika Pflug             | Västtyskland  | 2:24,69 |            |
| 11        | Satomi Koike             | Japan         | 2:25,16 |            |
| 12        | Kim Bok-soon             | Nordkorea     | 2:25,48 |            |
| 13        | Han Pil-hwa              | Nordkorea     | 2:25,64 |            |
| 14        | Ljudmila Savrulina       | Sovjetunionen | 2:25,85 |            |
| 15        | Paula Dufter             | Västtyskland  | 2:26,00 |            |
| 16        | Tuula Vilkas             | Finland       | 2:27,09 |            |
| 17        | Eniko Taguchi            | Japan         | 2:28,19 |            |
| 18        | Kaname Ide               | Japan         | 2:28,34 |            |
| 19        | Lisbeth Berg             | Norge         | 2:28,36 |            |
| 20        | Sylvia Filipsson         | Sverige       | 2:29,38 |            |
| 21        | Sylvia Burka             | Kanada        | 2:29,60 |            |
| 22        | Choi Jung-hui            | Sydkorea      | 2:29,79 |            |
| 23        | Kirsti Biermann          | Norge         | 2:29,94 |            |
| 24        | Leah Poulos              | USA           | 2:31,29 |            |
| 25        | Ylva Hedlund             | Sverige       | 2:31,31 |            |
| 26        | Ann-Sofie Järnström      | Sverige       | 2:31,53 |            |
| 27        | Gayle Gordon             | Kanada        | 2:31,86 |            |
| 28        | Jeon Seon-ok             | Sydkorea      | 2:32,06 |            |
| 29        | Kim Myong-Ja             | Nordkorea     | 2:32,55 |            |
| 30        | Jennifer Jackson         | Kanada        | 2:35,22 |            |
| 31        | Monika Stützle           | Västtyskland  | 2:37,15 |            |